# Troy Bell
Troy Devon Bell (* 10. November 1980 in Minneapolis, Minnesota) ist ein US-amerikanischer Basketballspieler. Bell wurde nach einer erfolgreichen Collegekarriere in der NBA Draft in der ersten Runde ausgewählt, konnte sich aber dann nicht in der am höchsten dotierten Profiliga NBA durchsetzen. Anschließend setzte er seine Karriere in Europa fort und spielte bis auf einzelne Ausnahmen überwiegend in den beiden obersten Spielklassen Italiens. Seit Februar 2013 spielt er in der Lega Basket Serie A für den Erstligarückkehrer Trenkwalder RE aus Reggio nell’Emilia.

## Karriere
Bell wechselte nach dem Abschluss an der Academy of Holy Angels in Minnesota zum Studium an die Ostküste zum Boston College in Chestnut Hill (Massachusetts). Für deren Hochschulmannschaft Eagles spielte er dann in der Big East Conference der NCAA Division I. In seinem zweiten Jahr als Sophomore gewann man 2001 die Meisterschaft der Conference und Bell wurde zum „Most Valuable Player“ des Meisterschaftsturniers ernannt. Im Zweitrundenspiel der landesweiten Endrunde der NCAA schied man trotz einer neuen persönlichen Karrierebestleistung von Bell mit 32 Punkten mit drei Punkten Unterschied gegen die schlechter eingestuften USC Trojans der University of Southern California aus. In der darauffolgenden Endrunde 2002 war dann bereits in der ersten Runde Endstation gegen die favorisierten Longhorns der University of Texas at Austin. In Bell Abschlussjahr 2003 blieb man gänzlich ohne „Postseason“. Bell konnte sich trotzdem als erstklassiger Scorer mit 2.632 Punkten und 21,6 Punkten pro Spiel und der zweimaligen Auszeichnung als „Big East Player of the Year“ für einen Profivertrag empfehlen und die 2.500er-Punktemarke in seiner Collegelaufbahn übertreffen, was nur einer vergleichsweise geringen Anzahl von Basketballspielern in ihrer Collegekarriere gelang. So wurde er in der Entry Draft 2003 in der ersten Runde an 16. Stelle von den Boston Celtics ausgewählt und direkt in einem Spielertausch an die Memphis Grizzlies weitergegeben.
In der NBA 2003/04 wurde Bell jedoch nur in sechs Spielen eingesetzt für insgesamt 34 Minuten und nach einer Knieoperation im Sommer zu Beginn der folgenden Spielzeit bereits wieder entlassen. Im Dezember 2004 versuchte er sich beim europäischen Spitzenklub Real Madrid als Ersatz für den verletzten Louis Bullock und wurde auch in zwei Spielen der EuroLeague 2004/05 eingesetzt. Der befristete Vertrag lief jedoch aus und wurde nicht verlängert. Anschließend spielte er im folgenden Sommer bei den New Orleans Hornets vor, wo er jedoch bald entlassen wurde, und überstand auch den medizinischen Check im Dezember 2005 beim deutschen Erstligisten Deutsche Bank Skyliners aus Frankfurt am Main nicht, nachdem er bereits ein Spiel für die Frankfurter im ULEB Cup 2005/06 als Ersatz für den verletzten Pascal Roller absolviert hatte. Nachdem er lange Zeit ohne Vertrag war, versuchte er durch Boxen seine Fitness zu stärken und den persönlichen Frust zu bewältigen. Dabei bestritt er im Sommer 2006 zwei Amateurkämpfe. Nachdem er schließlich 2006 im Draft der NBA Development League (D-League) durch den deren amtierenden Meister Albuquerque Thunderbirds ausgewählt worden war, absolvierte er wieder Einsätze im professionellen Basketball und wechselte nach kurzer Zeit im Dezember 2006 zum Ligakonkurrenten Austin Toros. Bell konnte sich aber über die D-League nicht mehr für eine neue Chance in der NBA empfehlen.
Für die Spielzeit 2007/08 ging er zurück nach Europa und unterschrieb im italienischen Biella einen Vertrag beim Verein Angelico in der Lega Basket Serie A. Mitte März 2008 wechselte er zum Zweitligisten FastWeb Junior aus Casale Monferrato in die LegADue, die in der ersten Runde der Play-offs um den Aufstieg in die Serie A gegen Vanoli aus Soresina ausschieden. Vanoli selbst schied in der nächsten Play-off-Runde aus und verpflichtete Bell zur folgenden Spielzeit. Hier erreichte Bell knapp 20 Punkte im Schnitt und in den Aufstieg-Play-offs schlug man in der Halbfinalserie erneut Bells Ex-Verein aus Casale Monferrato, um schließlich auch die Finalserie zu gewinnen und den Aufstieg in die Serie A zu realisieren. Für die Serie A fusionierte der Verein mit einem anderen Verein aus der nächstgrößeren benachbarten Stadt Cremona, wo man dann auch seine Heimspielstätte hatte. In der Saison 2009/10 reichte es für den Aufsteiger am Saisonende knapp zum Klassenerhalt, gleichauf mit Bells Ex-Verein aus Biella. In der Spielzeit 2010/11 spielte Bell zunächst in der französischen LNB Pro A für den Basketballverein aus Orléans, der zu dieser Spielzeit seinen Namen in Orléans Loiret Basket geändert hatte. Der Vertrag hielt jedoch nicht bis Saisonende, sondern wurde bereits Mitte Februar 2011 gelöst. Anschließend spielte er für den ehemaligen italienischen Erstligisten Trenkwalder RE aus Reggio nell’Emilia, mit dem in der LegADue noch den Klassenerhalt erreichte.
Zu Beginn der Spielzeit 2011/12 blieb Bell zunächst ohne Vertrag, bevor Mitte Januar 2012 der italienische Zweitliga-Neuling aus Sant’Antimo Bell unter Vertrag nahm. Zwar reichte es sportlich zum Klassenerhalt, doch der Verein beendete mit dem Saisonende seinen professionellen Sportbetrieb. Daraufhin nahm ihn der Ligakonkurrent aus dem sizilianischen Barcellona Pozzo di Gotto, der 2011 ebenfalls neu in die LegADue gekommen war, für die neue Spielzeit 2012/13 unter Vertrag. Mitte Februar 2013 holte ihn sein ehemaliger Verein Trenkwalder RE aus der Emilia-Romagna, der 2012 in die Serie A zurückgekehrt war, hoch in die oberste Spielklasse Italiens.